# Live Monsters
Live Monsters é um álbum gravado ao vivo pela banda Jars of Clay, lançado a 4 de Setembro de 2007.

## Faixas
Todas as faixas por Dan Haseltine, Charlie Lowell, Stephen Mason e Matt Odmark, exceto onde anotado
1. "All My Tears" (Julie Miller) - 5:45
2. "Work" - 3:45
3. "Dead Man (Carry Me)" - 3:20
4. "There Is A River" (Charlie Lowell, Dan Haseltine, Matt Odmark, Stephen Mason, Ron Aniello) - 3:48
5. "Oh My God" - 6:42
6. "Love Me" - 3:10
7. "Light Gives Heat" - 7:39